# Institució Francesc de Borja Moll
La Institució Francesc de Borja Moll és una associació cultural privada, sense ànim de lucre, creada l'11 de desembre de 2015 i amb seu a Palma. Promou la figura i obra del filòleg menorquí Francesc de Borja Moll i Casasnovas, alhora que continua la tasca de la seva editorial, l'Editorial Moll, que l'octubre del 2014 havia anunciat el seu tancament definitiu després de 3 anys de suspensió en pagaments. Presideix la Institució Carles Duarte i Montserrat.
L'octubre de 2014, l'Editorial Moll, fundada per Francesc de B. Moll el 1934, va publicar una carta de comiat per anunciar que tancaria les seves portes després de 80 anys en funcionament. La lletra concloïa amb aquestes paraules: "Els llibres sempre formaran part de la nostra vida i qui sap si en el futur ens retrobarem a través de nous projectes literaris. Fins aviat!". Un any més tard, aquest projecte literari es materialitzava en la Institució Francesc de Borja Moll, una iniciativa concebuda per salvar el llegat de Francesc de Borja Moll i continuar l'activitat de l'Editorial Moll conferint-li una nova personalitat jurídica.
La Institució Francesc de Borja Moll s'establí com a institució privada i autofinançada. Això significa que el capital prové exclusivament dels socis, que es distingeixen en dues tipologies, socis fundadors i socis col·laboradors. El 3 de febrer de 2016 va tenir lloc l'acte de presentació en societat de la Institució Francesc de Borja Moll al Gran Hotel de Palma. Posteriorment, es va dur a terme la presentació a la resta d'illes: el 4 de març a Ciutadella, ciutat natal de Francesc de B. Moll, el 8 d'abril a Eivissa, i el 9 d'abril a Formentera. L'economista català Francesc Homs i Ferret en fou el primer president. Actualment és membre del consell d'honor.
L'entitat assegura la continuïtat del projecte editorial iniciat per Moll l'any 1934. En aquesta tasca destaquen d'una banda l'ampliació i millora del monumental Diccionari Català-Valencià-Balear i, de l'altra, la reedició i publicació de l'Aplec de Rondalles Mallorquines i la continuació de la seva edició crítica. També s'impulsen reedicions d'altres llibres del catàleg adquirit, com les Obres Completes de Francesc de Borja Moll, Antoni Maria Alcover i Gabriel Alomar.